# Société franco-manitobaine

Le drapeau franco-manitobain.

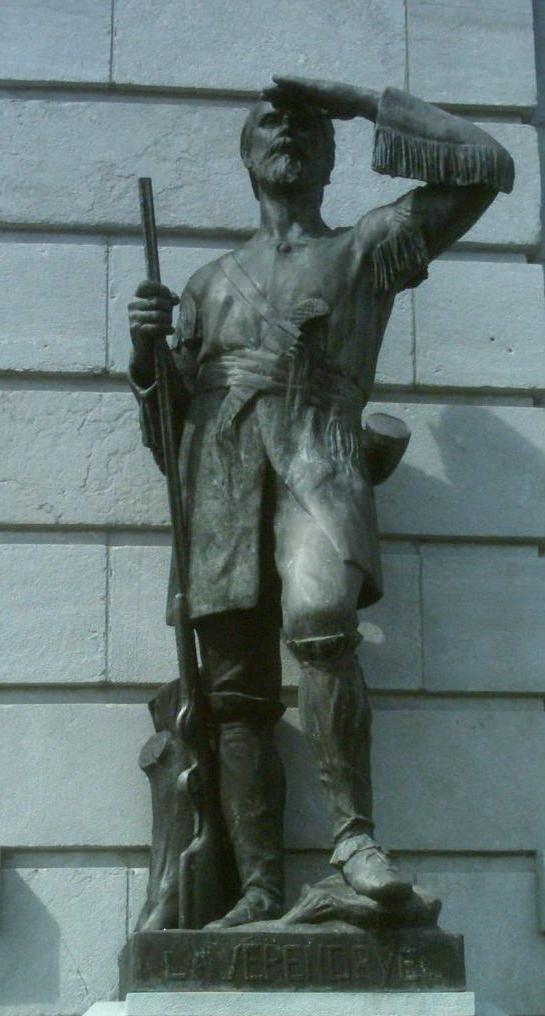
L'explorateur Pierre Gaultier de Varennes et de La Vérendrye.

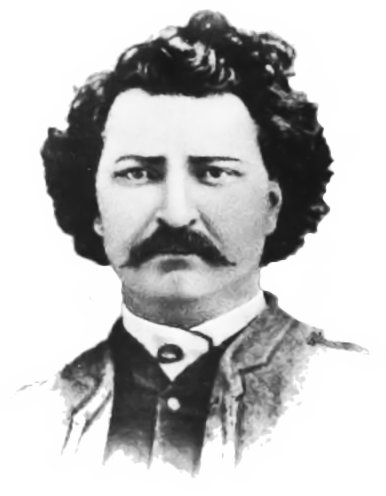
Louis Riel personnalité emblématique de la communauté métisse et francophone.

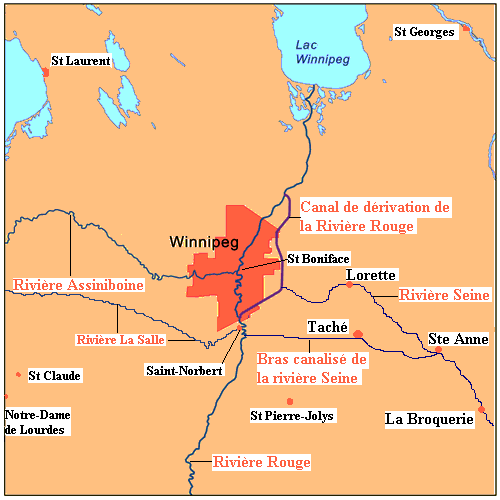
Les principales communautés franco-manitobaines autour de Winnipeg.

La Société de la francophonie manitobaine (SFM) est l'organisme porte-parole officiel de la population francophone au Manitoba. Elle remplace en 1968 l'ancienne Association d'éducation des Canadiens français du Manitoba (AECFM) pour élargir son rôle dans la communauté. La SFM est le porte parole des 47 700 Manitobains ayant le français comme langue maternelle et des 104 600 Manitobains ayant la connaissance du français et de l'anglais.

## Contexte historique

### Explorateurs, trappeurs, coureurs des bois, missionnaires et colons
L'histoire de la Société de la francophonie manitobaine est directement liée à celle de la communauté francophone du Manitoba.
Sur les traces de Pierre Gaultier de Varennes et de La Vérendrye et de ses fils, qui avait atteint le site actuel de Saint-Boniface en 1738. Les premiers Européens à s'aventurer dans l'Ouest canadien, au XVIIIe siècle, étaient des francophones. Le territoire de l'actuelle province du Manitoba était parcouru en tous sens par de nombreux trappeurs et coureurs des bois canadiens-français. La toponymie des postes de traite de fourrures, forts et villages garde les appellations francophones de cette époque d'exploration. Une société s'est construite entre ces premiers canadiens et les populations amérindiennes, constituant une société métisse. Au XIXe siècle émigrent vers le Manitoba des colons originaires du Québec, d'Acadie, de France, de Belgique et de Suisse qui viennent renforcer la communauté francophone.

### De la révolte à la création de la province du Manitoba
En 1869, la Rébellion de la rivière Rouge, déboucha sur la formation d'un gouvernement provisoire constitué par des Métis (unions entre Canadiens-français et Amérindiens) et leur chef Louis Riel dans la colonie de la rivière Rouge. Cette révolte permit la promulgation de la Loi de 1870 sur le Manitoba ainsi que de poser la question des écoles au Manitoba. La province du Manitoba vit le jour en 1870. L'Acte du Manitoba, la constitution de la nouvelle province, reconnaît la dualité linguistique et culturelle de la nouvelle province. Le français et l'anglais sont sur un pied d'égalité au parlement provincial et devant les tribunaux. Entre 1870 et 1885, les francophones métis et canadiens deviennent cependant minoritaires. En effet, dès la fin du XIXe siècle, l'émigration anglophone en provenance de l'Ontario va réduire le pourcentage des Francophones dans la toute nouvelle province du Manitoba. Si au début, le Manitoba respecta la dualité linguistique de la province, en 1916, la Loi Thornton évinça dramatiquement le français de tout statut officiel. La communauté francophone se mobilisa et fonda l'Association d'éducation des Canadiens français du Manitoba. En 1968, était créée la Société franco-manitobaine. Le statut du français ne fut pleinement reconnu qu'en 1979. Il faudra attendre 1993 pour voir l'autonomie de la gestion de la Division scolaire franco-manitobaine.

### Conservation des archives
Les archives de la SFM se trouvent au Centre du patrimoine et sont gérées par la Société historique de Saint-Boniface (SHSB). Le fonds Société de la francophonie manitobaine contient 47 m de documents textuels, treize documents cartographiques, 490 photographies et plusieurs documents audio-visuels. Il couvre la période 1916 à 2004 (surtout 1968 à 2003).

## Action politique de la SFM
La SFM revendique pour le respect des droits garantis aux francophones ainsi que l’adoption de nouvelles lois et de nouvelles politiques gouvernementales visant l’épanouissement de la vie en français au Manitoba. La SFM contribue à la communication et à la collaboration entre les divers organismes francophones du Manitoba. Elle travaille également avec le ministère du Patrimoine canadien. En 1980, elle supervisa le concours organisé par le Conseil jeunesse provincial pour la création d'un drapeau franco-manitobain.
En 2001, la SFM lança la stratégie « Agrandir l’espace francophone ». Cette politique s'organise autour des cinq orientations stratégiques suivantes :
- la pleine continuité francophone ;
- le goût du français aux familles exogames;
- le choix des nouveaux arrivants ;
- le rapprochement avec les personnes bilingues ;
- la sensibilisation des anglophones.

## Changement de nom
Lors de sa création en 1968, la SFM porte le nom de la Société franco-manitobaine. En mai 2017, l’assemblée générale de la SFM a adopté des propositions visant à modifier le fonctionnement général de l’organisme. Parmi les propositions adoptées, le changement du nom de l’organisme à la Société de la francophonie manitobaine. Ce changement permet ainsi à tous ceux qui veulent vivre en français au Manitoba de s'identifier à l’organisme. Le changement de nom devient officiel le 5 octobre 2017,.

## Le 233-ALLÔ
Le service d’information 233-ALLÔ de la Société de la francophonie manitobaine a vu le jour en 1989. Il a le mandat d’offrir à quiconque s’intéresse à la francophonie manitobaine un service d’information complet. Il fait aussi la promotion d’activités communautaires francophones. Les services offerts par le 233-ALLÔ visent à répondre aux besoins de la communauté en offrant, entre autres, le Calendrier communautaire, le service de billetterie et d’inscription 233-ALLÔ et l’Annuaire des services en français au Manitoba.

## L'Accueil francophone
L’Accueil francophone, une initiative de la Société de la francophonie manitobaine (SFM), mise sur pied en décembre 2003, facilite l’établissement des nouveaux arrivants francophones au Manitoba. Elle :
- accueille les nouveaux arrivants francophones ;
- aide dans les démarches d'établissement dans la communauté ;
- informe et facilite l'accès aux services et aux programmes dans la communauté ;
- sensibilise la communauté d'accueil à s'impliquer dans l'accompagnement des nouveaux arrivants.

## Le Réseau communautaire
Depuis 1993, la SFM gère le Réseau communautaire dont le mandat est de favoriser le développement de chaque ville et village francophones du Manitoba selon ses besoins réels. En vue de réaliser ce mandat, le Réseau communautaire voit notamment à encourager la création de partenariats et à appuyer les mesures visant à promouvoir et à normaliser la langue et la culture franco-manitobaine.
Le Réseau est composé d’agents qui possèdent l’expertise nécessaire pour assurer la réussite d’un projet ou d’une initiative au Manitoba rural. Ils secondent les organismes franco-manitobains ainsi que les corporations de développement économique et les aident à diriger plus de financement vers les communautés en agissant comme agent de liaison pour encourager le dialogue et la création de partenariats.

## LA SFM dénonce le mode de calcul des statistiques canadiennes
À la suite de la plainte contre le mode de calcul actuel défavorable aux Francophones, déposée par la Société de la francophonie manitobaine le 21 mai 2013, Graham Fraser, commissaire aux langues officielles du Canada, a lancé une enquête sur la façon dont le gouvernement du Canada compte les francophones vivant en milieu minoritaire. Selon cette dernière, la définition fédérale de «francophone» est périmée et des changements s'imposent. Le PDG, Daniel Boucher, déclare que « Le calcul administratif ne reflète pas la réalité des familles exogames (où seulement un des parents est francophone) dont les membres sont bilingues et qui déclarent à la fois l'anglais et le français comme langue maternelle, mais où la langue du foyer est l'anglais. Un nombre important d'immigrants francophones ayant une autre langue comme langue maternelle sont également exclus par les données fédérales. Les individus de ces foyers peuvent travailler et fréquenter une école de la minorité et utiliser des services (fédéraux) en français, sans toutefois être identifiés comme francophones par Statistique Canada. Comble de l'ironie, le président de la SFM à l'époque, Mamadou Ka, n'est pas reconnu comme francophone par le gouvernement fédéral ». Ainsi Statistique Canada évalue à quelque 542 000 personnes la taille de la population francophone de l'Ontario en 2011 ; Alors que selon un autre mode de calcul, la province de l'Ontario serait peuplée de 611 500 Franco-Ontariens, soit un écart de près de 70 000 personnes. Le mode de calcul actuel pourra donc permettre a éviter de tels écarts entre la réalité linguistique du pays et les statistiques officielles.

## États généraux de la francophonie manitobaine
En 2013, lors de son assemblée générale annuelle, les membres de la SFM ont voté en faveur de la tenue d'états généraux au sein de la francophonie manitobaine. La proposition avait été déposée par la rectrice de l'Université de Saint-Boniface à l'époque, Raymonde Gagné, avec l'appui de l'ancien président de la SFM, Léo Robert.
La SFM établi donc un comité directeur indépendant pour voir à la conduite de l'exercice. Un comité directeur, nommé par le conseil d’administration de la SFM, s’est engagé à évaluer divers moyens de consultation qui permettraient de bien sonder la population. Ce comité s’engageait également à guider la SFM tout au cours de ce processus. Les membres sont Louis Tétrault, président du comité, Madeleine Arbez, Carole Freynet-Gagné, [Raymonde Gagné] et Justin Johnson.
Le café-citoyen est le moyen de consultation qui a été retenu par le comité directeur, entre autres parce qu’il permettait aux participantes et aux participants de s’exprimer librement et de façon anonyme sur leur vision de l’avenir de la francophonie; et ce, dans un environnement convivial et positif.
La période de consultation par cafés-citoyens a été lancée le 29 novembre 2014 et s’est terminée le 26 septembre 2015. Résultat : 146 cafés-citoyens ont eu lieu et 1 533 témoignages ont été recueillis. Le tout a été remis à une équipe de chercheurs de l’Université de Saint-Boniface, qui était chargée de préparer un rapport faisant état des thèmes émergents de ces témoignages. Le rapport « Des voix qui rassemblent : parcours identitaire, défis et aspirations de la francophonie manitobaine » est déposé le 6 avril 2016,.

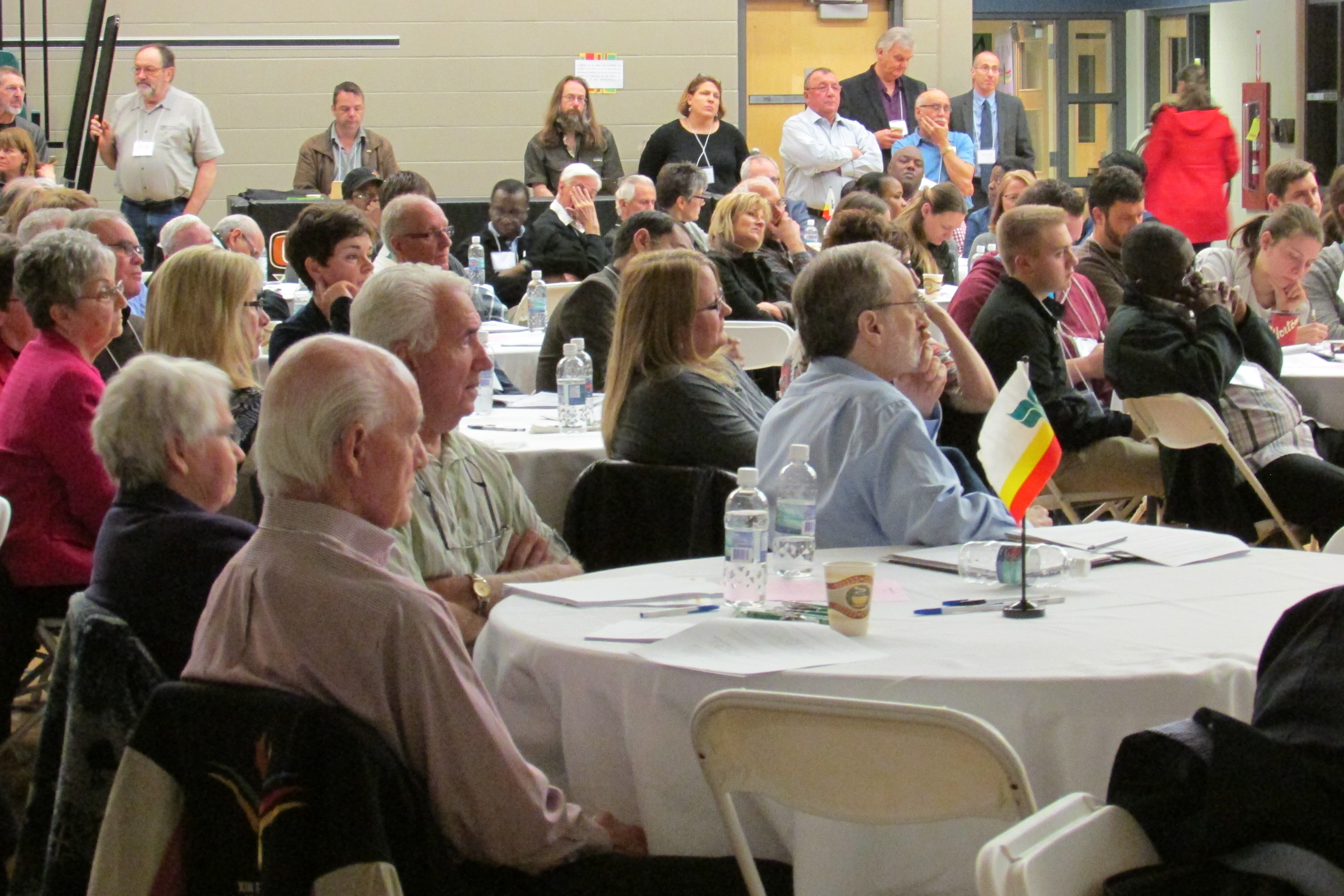
Les participants au Grand Rassemblement de la francophonie du Manitoba.

Le 23 avril 2016, le Grand Rassemblement de la francophonie manitobaine réunit plusieurs centaines de participants de partout à travers la province. Les chercheurs de l’USB ont présenté le rapport de la consultation par cafés-citoyens, y compris la méthodologie employée et les données démographiques. La journée fut participative, avec du temps consacré aux discussions en petits groupes et en plénière. Les participantes ont pu réagir au contenu du rapport et ont identifié les axes stratégiques pour le nouveau plan stratégique communautaire.
Les axes sont :
- vitalité et pérennité ;
- services ;
- diversité et inclusion ;
- fierté, célébration et participation ;
- capacités et structures sociales, communautaires et institutionnelles.

L'élaboration du plan stratégique se fait par la firme PGF Consultants d'Ottawa. Une première ébauche est sortie en mai 2016, suivi des rencontres de validation publiques. Ces rencontres ont eu lieu à Saint-Boniface (Manitoba), Saint-Pierre-Jolys, Sainte-Anne (Manitoba) et Notre-Dame-de-Lourdes (Manitoba) et ont réuni près de 90 participants. En outre, les membres de la francophonie manitobaine ont eu l’occasion de faire parvenir leur rétroaction sur l’ébauche du plan. La version finale du plan le « Plan stratégique de la francophonie du Manitoba : Ensemble vers 2035 » est publiée en septembre 2016.
Le 27 octobre 2016, les membres de la Société de la francophonie manitobaine ont adopté à l'unanimité le plan stratégique de la communauté francophone Ensemble vers 2035, lors d'une assemblée générale extraordinaire.
Depuis le lancement de ces États généraux, le fait francophone a continué à faire de belles avancées au Manitoba. On en veut pour preuve l’adoption toute récente du projet de loi 5 portant sur l’appui à l’épanouissement de la francophonie manitobaine en juin 2016. Cette loi, tant attendue et demandée lors des cafés-citoyens, est maintenant une réalité dont il a bien sûr été tenu compte lors de l’élaboration du plan communautaire.